# Rejon Xızı
Rejon Xızı (azer. Xızı rayonu) – rejon we wschodnim Azerbejdżanie.